# Abusir al-Melek
Abusir al-Melek (àrab: أبو صير, Abū Ṣīr) és una localitat a uns 10 km al sud del Caire on s'han fet excavacions i s'hi han trobat objectes dels períodes de Naqada II i Naqada III. El 1904 una expedició alemanya hi trobà una mòmia molt ben conservada. A la rodalia hi ha un complex funerari amb quatre piràmides i diversos temples situats vora un quilòmetre al nord de Saqqara i al sud de Guiza.
Inicialment hi havia catorze piràmides, però dempeus només en resten tres, les de Nefererkare, Niuserre i Sahure, i les restes d'una quarta, la de Neferefre, la més meridional. Al nord de les tres piràmides hi ha els temples solars d'Userkaf i de Niuserre, en el lloc anomenat Abu Gharab. La majoria es considera que es van construir com a piràmides esglaonades.
Hi ha, a més a més, diverses tombes (entre elles una mastaba) i alguns temples solars. Fou el cementiri principal, tot i que no l'únic, dels faraons de la dinastia V. Hi ha alguns temples solars al jaciment que són construccions característiques de la dinastia V, essent el temple solar d'Userkaf l'exemple més paradigmàtic.A poca distància, uns 500 metres, a Abu Gourob, hi ha el temple solar de Niuserre, la millor d'aquestes construccions.